# Bier in Nederland

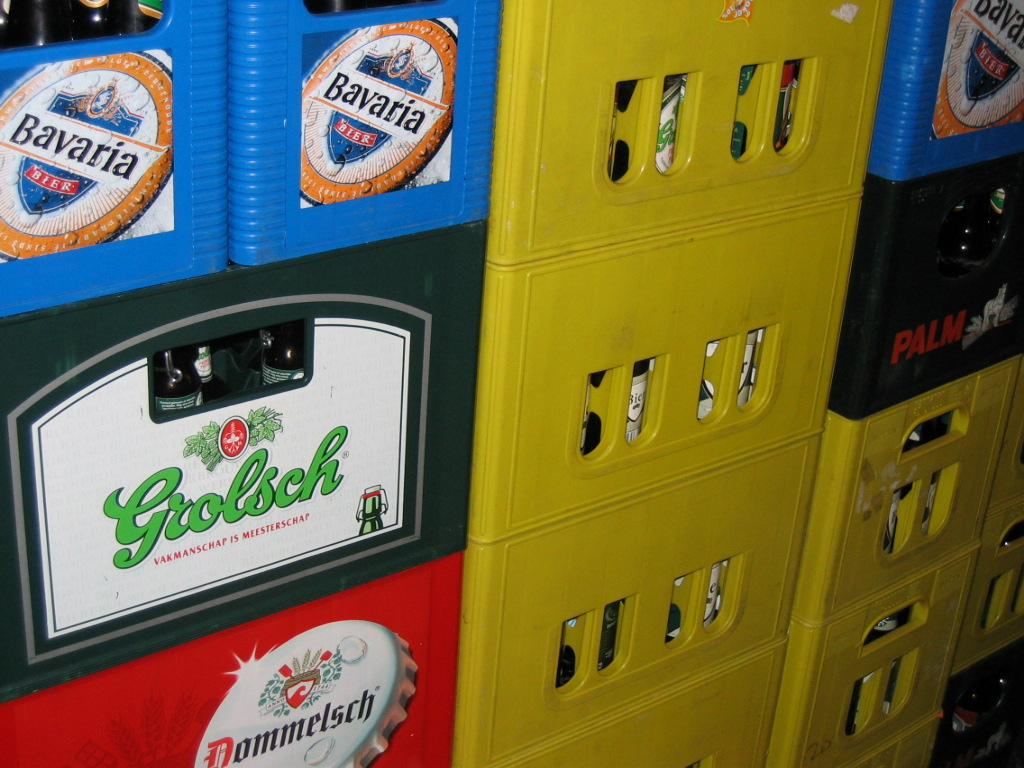
Bierkratten met bierflesjes. Op de flessen en kratten wordt statiegeld gerekend, om recycling aan te moedigen

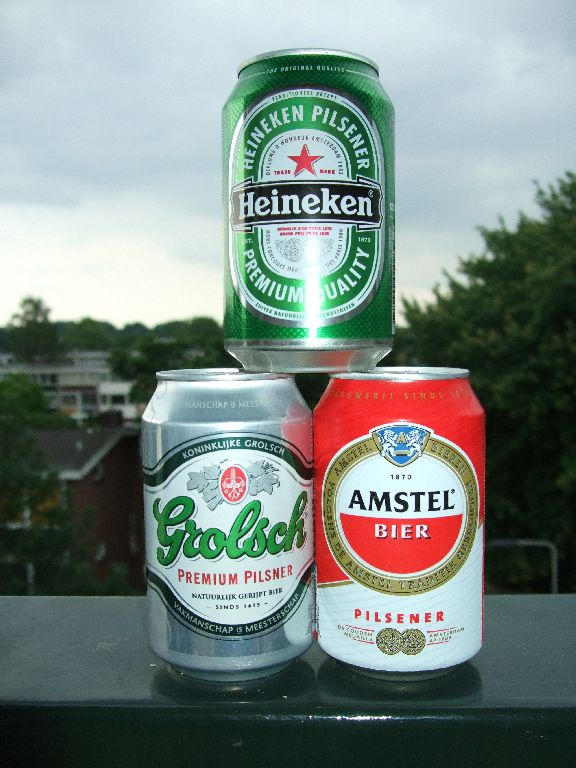
Pils domineert de Nederlandse biermarkt

Met de Nederlandse biercultuur worden de verschillende gebruiken rond het drinken en brouwen van bier in Nederland bedoeld.
Typisch voor de Nederlandse biercultuur is de veelheid aan stijlen en de vele internationale invloeden. De Nederlandse biercultuur is een "progressieve" biercultuur, waar nieuwe invloeden steeds welkom zijn en er veel tijdelijke bieren (bijvoorbeeld seizoensbieren) bestaan, terwijl er juist relatief weinig oude tradities zijn bewaard. Hierin verschilt de Nederlandse biercultuur duidelijk van de Belgische, al zijn er ook overeenkomsten.

## Geschiedenis

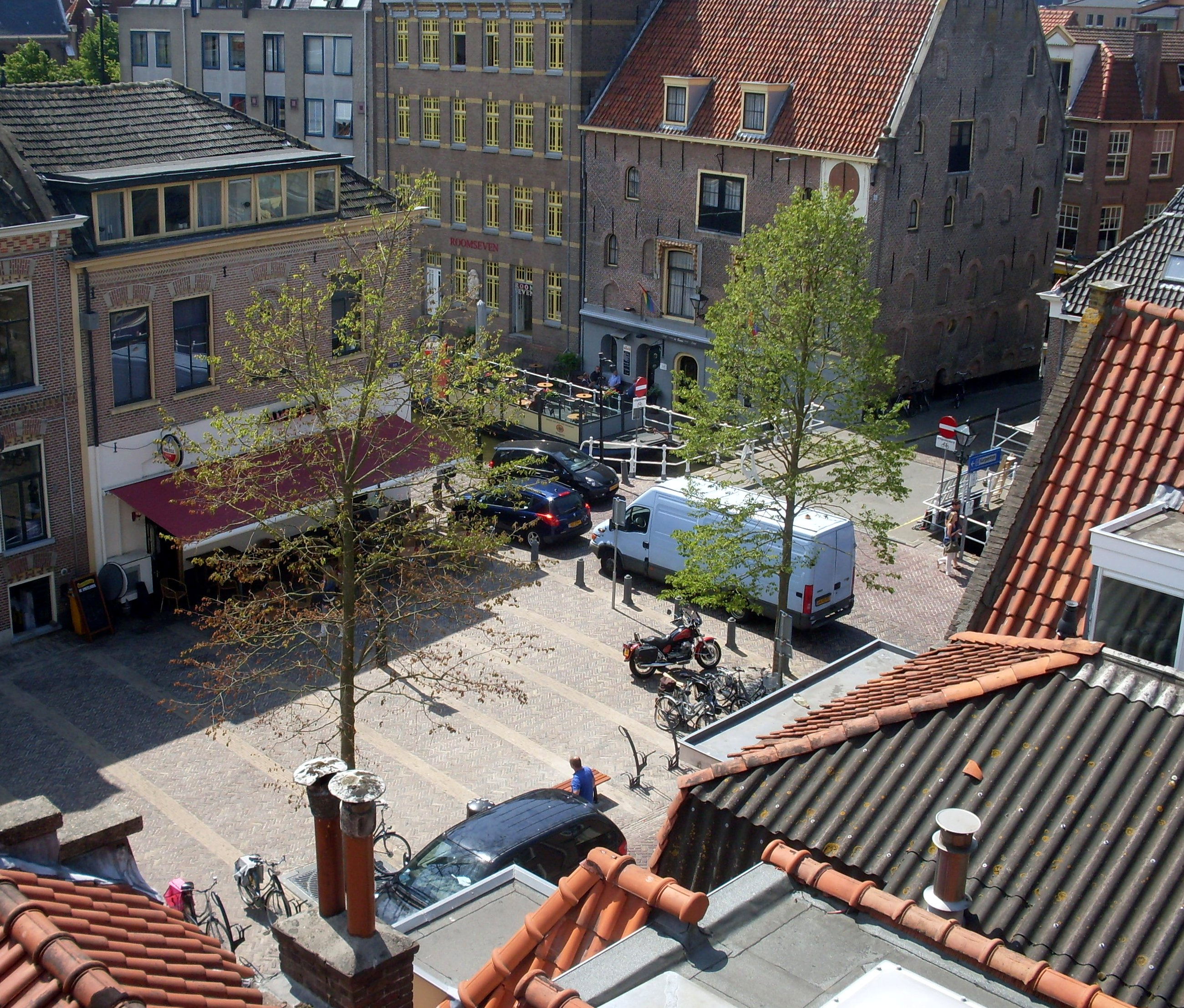
Het Nationaal Biermuseum "De Boom" in Alkmaar herinnert aan de brouwgeschiedenis van deze stad.

Al sinds het begin van de christelijke jaartelling wordt er in Nederland bier gebrouwen. In de Middeleeuwen werd het bier in kloosters gebrouwen, maar aan het einde van de Middeleeuwen komen de professionele brouwerijen op. In Nederland wordt het brouwen van bier in de Gouden Eeuw een commerciële aangelegenheid. Om tegemoet te komen aan buitenlandse afnemers maken Nederlandse brouwers zich buitenlandse bierstijlen eigen. Zo ontstaat een typische biercultuur met veel internationale invloeden.
De rijkdom aan stijlen verdwijnt na de Tweede Wereldoorlog tot de Nederlandse productie zich beperkt tot het brouwen van pils. Vanaf de jaren 1980 keert dan het tij: het aantal brouwerijen neemt sindsdien weer flink toe en Nederlandse speciaalbieren heroveren de markt.

### Volksdrank
Vanaf de middeleeuwen was bier een algemeen gedronken drank. Vooral stedelingen dronken (vaak licht) bier als eenvoudige dorstlesser, bijvoorbeeld bij maaltijden. In de zeventiende eeuw was het normaal om een liter bier per dag te drinken. Kinderen die (licht) bier dronken waren eerder regel dan uitzondering.
Elke stad had een of meerdere kleine brouwerijen en ook op het platteland kwamen brouwerijen veel voor, hoewel het niet in alle gewesten toegestaan was om buiten een stad te brouwen. De grondstoffen voor het bier werden overal in Nederland verbouwd in de nabijheid van die brouwerijen, omdat het ontbrak aan infrastructuur om ingrediënten over grote afstand te vervoeren.

### Middeleeuwen
In de middeleeuwen was ongehopt bier heel normaal: bier werd op smaak gebracht met kruiden (gruit). Pas in de late middeleeuwen werd het gebruikelijk om hop aan het bier toe te voegen. De hop gaf een droge, bittere smaak. De hop in dat bier droeg ook bij aan het sterilisatieproces, waardoor de volksdrank nog "gezonder" werd.
De eerste commerciële brouwers ('coopbrouwers') met de bierbrouwerij als gespecialiseerde tak van nijverheid, manifesteerden zich met de opkomst van de steden in de 12e en de 13e eeuw. 
In Maastricht en 's-Hertogenbosch waren de thuisbrouwers geregistreerd en mochten zij voor eigen gebruik bier brouwen tegen een verlaagd accijnstarief. 
In Utrecht mochten particulieren wel hun eigen bier brouwen, maar alleen op het 'brouwgetouw' van een erkende brouwerij en als ze er  accijns over betaalden.
De strijd met de geestelijke instellingen (kerken, kloosters, gasthuizen) verliep moeizamer. De kerk was een machtige partij, die vasthield aan haar voorrechten. 
Pas met de ontbinding van de katholieke kerk tijdens de Reformatie (na 1570) verdwenen vele kloosterbrouwerijen.
Er resteren nog diverse kloosterbrouwerijen in Noord-Brabant en Limburg, zoals Bierbrouwerij De Koningshoeven en Abdij "Maria Toevlucht" waar Trappisten bier brouwen volgens traditioneel recept. In de Abdij van Berne brouwt een gemeenschap Norbertijnen nog bier. 
 Ook kwamen in steden zoals Kampen veel brouwerijen voor. Een van deze brouwerijen, Brouwerij de Wereld, heeft het zelfs bijna 400 jaar uitgehouden.

### Gouden Eeuw
In de Gouden Eeuw volgde een sterke ontwikkeling van het brouwersvak. De Hollandse steden staan in het centrum van de wereldhandel en de bierbrouwerijen profiteren daar zeker van. Belangrijke brouwerssteden zijn Amersfoort, Delft, Haarlem en Gouda. Door de goede kwaliteit van het water en de efficiënte handelsconnecties (waardoor andere grondstoffen snel werden aangevoerd) konden de Hollandse brouwers grote hoeveelheden kwalitatief goed bier maken, dat werd verhandeld naar de Noord-Duitse steden, het huidige België en het Verenigd Koninkrijk.

### Concurrentie
Vanaf 1700 werd het in de Nederlanden gebruikelijker om thee en koffie te drinken. Ook die bevatten gekookt water. Deze dranken verdrongen in de loop van de achttiende eeuw het bier als standaarddrank. Daarnaast kwam vanaf de zeventiende eeuw jenever op als leverancier van alcohol. Gedurende de achttiende eeuw schakelde Nederland over van een bier- naar een jenevercultuur. Daarnaast maakten belastingwetten rondom het brouwproces in de negentiende eeuw bier relatief duur. Pas rond 1960 zou de Nederlander weer vaker bier dan jenever gaan drinken.

### Situatie begin 20e eeuw
In Nederland waren er voor de Tweede Wereldoorlog zo'n 180 brouwerijen actief. Deze brouwerijen produceerden een veelheid aan stijlen. Pils was sinds de 19e eeuw in opkomst, maar er werden ook veel witbieren en stouts gemaakt naast zwaardere, donkere bieren. Nieuwe technieken leidden tot een schaalvergroting, maar kleine brouwers slaagden er vaak in zich te handhaven. Het verlies van koopkracht als gevolg van de Grote Depressie bracht veel brouwers niettemin in moeilijkheden. De oorlog zou voor de genadeklap zorgen.

### Alcoholvrij bier
Bavaria (later Royal Swinkels) bracht in 1978 het eerste alcoholvrije bier op de markt. In tegenstelling tot concurrent Buckler sloeg dit wel aan in Nederland en lange tijd had Bavaria een marktaandeel van 70 procent.
Later volgende andere grote bierproducenten. In de 21e eeuw heeft bijna iedere merk een 0.0 variant.

### Schaalvergroting en monocultuur
Na de Tweede Wereldoorlog resteerden er in Nederland zo'n 80 brouwerijen. Dat aantal zou daarna verder teruglopen. Veel oude bierstijlen werden uit de productie genomen. Heineken wist door uitgekiende marketing en het opkopen van andere brouwerijen een sterke positie op de Nederlandse markt te veroveren. Uiteindelijk zou de pils van Heineken uitgroeien tot de meest gedronken pils ter wereld. Keerzijde van dit grote commerciële succes was dat kleine brouwerijen massaal verdwenen: in 1980 restten slechts 14 brouwerijen. De markt werd gedomineerd door pils, voor speciaalbier was nauwelijks ruimte.

### Hernieuwde belangstelling voor andere biersoorten
Vanaf de jaren 80 van de 20e eeuw neemt de belangstelling voor speciaalbier weer toe. Kleinschalige brouwerijen die speciaalbieren gaan brouwen komen op en de vraag naar deze bieren blijkt zo groot, dat deze kleine brouwerijen ook commercieel een succes blijken. Het aantal brouwerijen en biermerken stijgt snel. Waren het er ooit nog 14, in 2010 zijn het er meer dan 200 en in juli 2017 was sprake van de 500ste brouwer.

## Bierstijlen in Nederland
Het meestgedronken biertype in Nederland is pils. Hierin verschilt Nederland niet van de overige bierlanden. Naast dit ondergistende pils bestaan er in Nederland echter ook de nodige bovengistende bieren. Typisch voor de Nederlandse biercultuur is de veelheid aan verschillende stijlen en de internationale oriëntatie: Nederlandse brouwers laten zich graag door Duitse, Belgische, Engelse en Amerikaanse brouwers inspireren.

### Belangrijkste stijlen

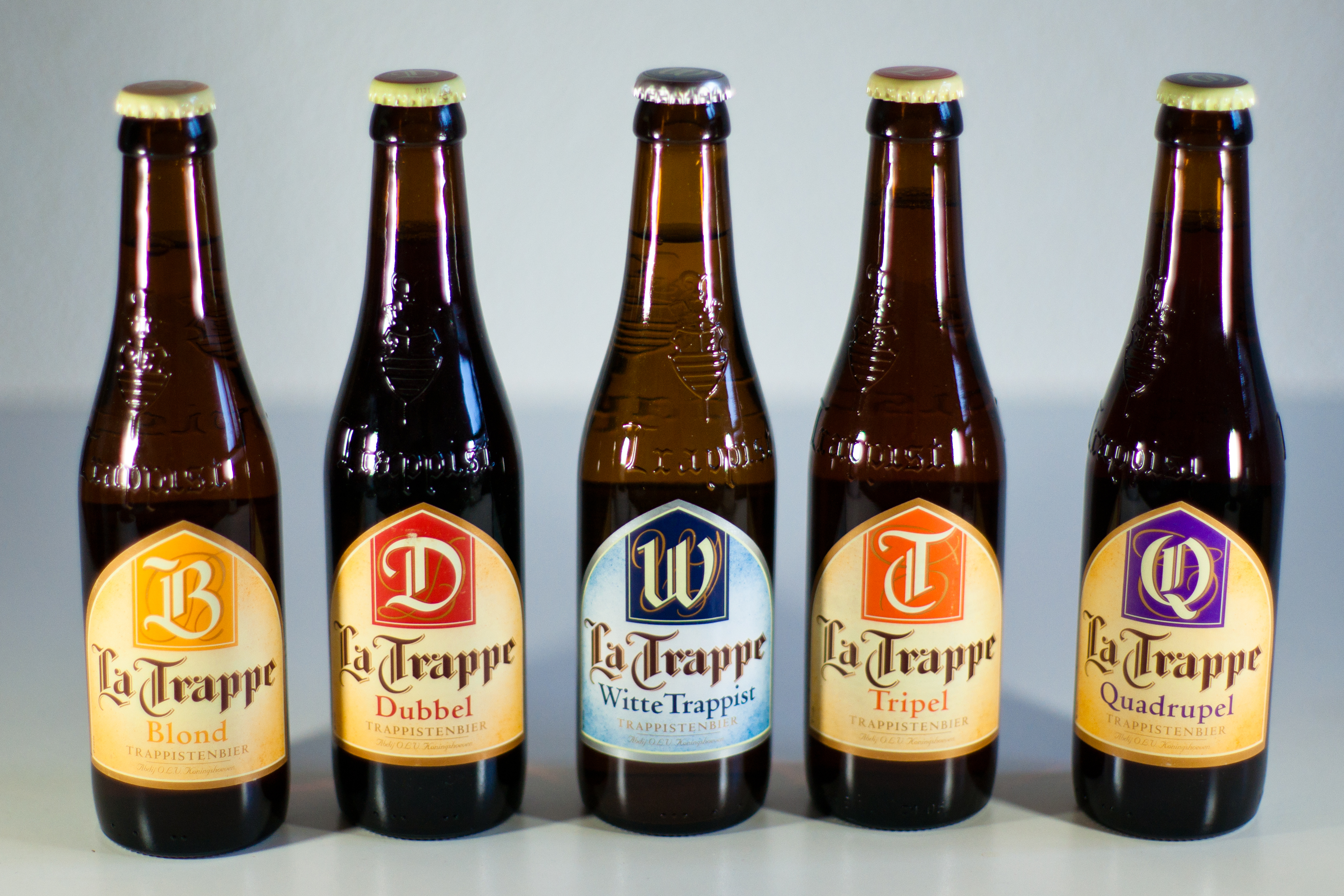
La Trappe is een van de twee trappisten in Nederland

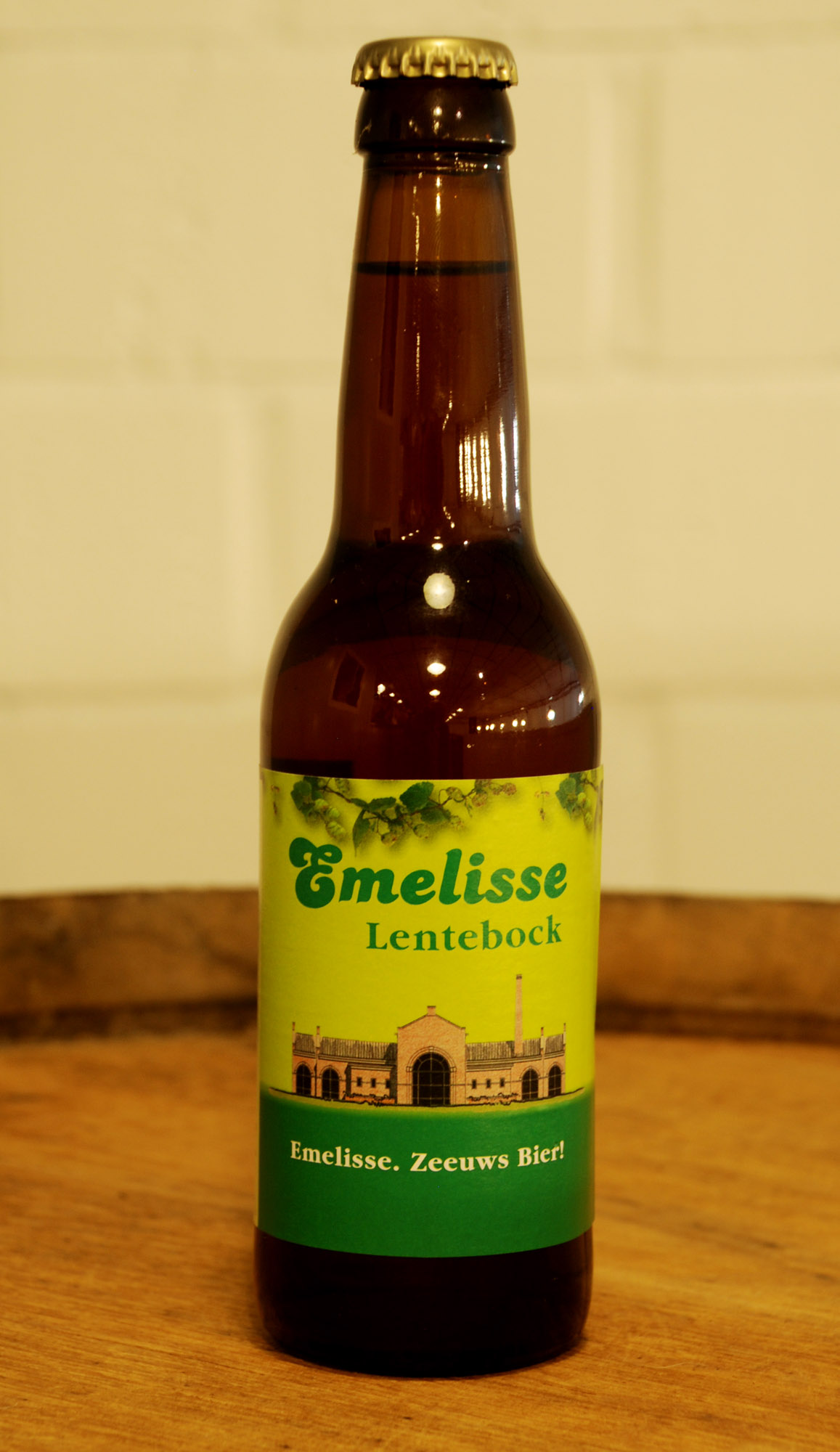
De lentebock van Emelisse

#### Ondergistend
De dominante stijl is pils. Naast het pils dat in praktisch ieder café te krijgen is bestaat er in Nederland een wat bitterder type, dat wel Urtyp genoemd wordt en vooral door liefhebbers wordt gewaardeerd. Een ander populair ondergistend type is het bokbier (zie "Seizoensbieren"). Hiervan bestaan ook bovengistende versies. Met name in de provincie Limburg worden ook ondergistende bieren in de stijl van een Dortmunder gebrouwen. Tot slot bestaat er nog Oud Bruin, een zoetig, licht bier dat van restproducten wordt gebrouwen. Traditioneel wordt dit aan zwangere vrouwen te drinken gegeven; het heeft de naam zogbevorderend te werken. Ook wordt het voor door het eten gebruikt.

#### Bovengistend
De meeste speciaalbieren zijn bovengistend. Het populairste bovengistende biertype is witbier. De meeste Nederlandse witbieren komen uit het zuiden des lands en zijn op Belgische leest geschoeid. In de 21e eeuw zijn ook de Duitse Weizeners populair geworden in Nederland en verschillende brouwers brengen een bier in deze stijl. Hoewel witbieren het hele jaar door te koop zijn, worden ze vooral in de zomer gedronken.
Zware blonde bieren zijn in Nederland populair. Meestal laten brouwers zich inspireren door Belgische tripels, maar de laatste tijd wordt er ook meer en meer met Amerikaanse hopvariëteiten geëxperimenteerd. IPA's zijn in opkomst. Behalve blonde ales maken veel Nederlandse brouwers ook een donker bier, dat vaak wat zoeter smaakt. Enkele brouwers hebben ook een gerstewijn in hun assortiment.
Een opvallende bierstijl met een lange traditie in Nederland is de stout en de porter. Hoewel deze stijl van origine Engels is, brouwen veel Nederlandse brouwers een eigen stout, soms volgens oude recepten. Aan populariteit winnen Russian imperial stouts.

### Seizoensbier
Nederlandse brouwers brengen ook seizoensbieren op de markt, die maar voor een korte periode verkrijgbaar zijn en in smaak zijn aangepast op het weer dat in dit jaargetijde verwacht wordt. Het bekendste en populairste seizoensbier is de herfstbok. Dit is een donker, bitterzoet bier, vrij licht in alcohol, dat goed past bij het gure herfstweer. Traditionele bokbieren zijn ondergistend, maar veel brouwers hebben een bovengistend bokbier in hun aanbod. De bokbieren smaken elk jaar verschillend en veel brouwers experimenteren met dit seizoensbier, door er bijvoorbeeld gerookte mout aan toe te voegen.
De tegenhanger van de herfstbok is de lentebok, blond, fris en hoppig. Ook voor andere seizoenen of speciale gelegenheden wordt wel een bier gebrouwen, bijvoorbeeld voor nieuwjaar. In de winter brengen brouwers vaak zware, donkere bieren op de markt die tegen een gerstewijn aanleunen en goed passen bij het koude weer.

## Gebruiken
Bier is in Nederland de meest gedronken alcoholische drank. Bij talloze gelegenheden wordt in Nederland bier gedronken. Bier wordt thuis, maar vooral in cafés genuttigd. Het geldt als een sociaal smeermiddel. Er zijn talloze gebruiken rond het drinken van bier die vaak typisch Nederlands zijn en verschillen van de gewoontes in buurlanden.

### Het schenken van bier

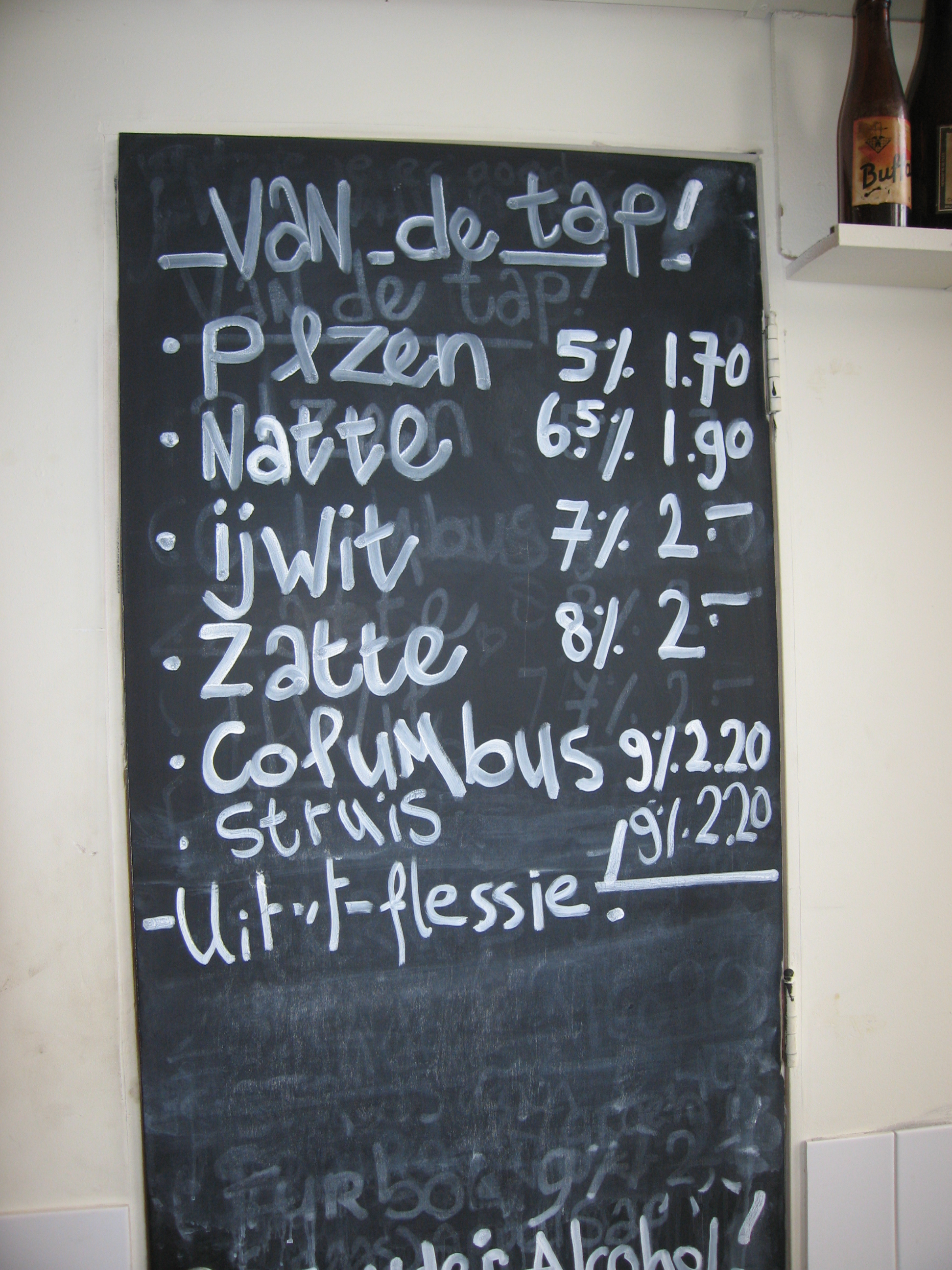
Tapbord in Brouwerij 't IJ

In het café komt het bier meestal van de tap. Bier wordt in Nederland met koolzuur getapt. Een schuimkraag ("twee vingers schuim") is belangrijk, zeker bij pils, maar anders dan in Duitsland wordt er geen "kop" van schuim getapt. In plaats daarvan wordt het schuim met een bierafschuimer weggestreken, zodat het precies tot de rand van het glas komt (in België gebeurt hetzelfde). Bier wordt in Nederland in principe koud geschonken (à vijf graden), maar speciaalbier wordt vaak op een iets hogere temperatuur geserveerd, om zo de smaak beter tot zijn recht te laten komen. Als het bier uit de fles komt kan het zijn dat er onder in de fles nog gist zit. Dit wordt in principe niet mee geschonken, maar kan bij sommige (m.n. donkere) bieren wel apart worden gedegusteerd of genuttigd, bijvoorbeeld in een borrelglaasje.

### Glazen
Pils wordt in Nederland in rechte glazen geserveerd. Er zijn vijf maten:
- Kleintje
- Fluitje of pijpje
- Vaasje (ook wel Amsterdammertje)
- Bierpul (ook wel bierpot)
- Bierkan (ook wel pitcher)

Het "kleintje pils" wordt traditioneel door de barman gebruikt als hij iets van de gasten aangeboden krijgt, maar nog de hele avond door moet. Fluitjes en vaasjes zijn het meest gebruikelijk. In een fluitje gaat meestal 22cl, in een vaasje 25cl, al kan dit per merk verschillen.
Speciaalbier wordt meestal in een tulpglas of een bokaal geschonken. De vorm van dit glas zorgt ervoor dat de smaak van het bier beter tot zijn recht komt.

### Bier in de taal
In de Nederlandse taal bestaan er diverse uitdrukkingen rond bier. In sommige ervan staat bier symbool voor iets anders, zoals in het bekende bier na wijn geeft venijn: hier symboliseert bier armoede en wijn rijkdom. Ook rond het drinken van bier zelf bestaat een aparte terminologie. Als het bier zijn schuim verliest, dan slaat het dood. Als het bier juist veel schuim heeft en daardoor te snel uit de fles komt, dan is het bier wild. De schertsende benamingen voor een biertje zijn legio: blonde rakker, kouwe klatser, twee bruine boterhammen in een glas, groene en/of bruine knuppels enzovoort.
Ook zijn er diverse spreekwoorden rondom het woord 'bier'.
- Daar wordt iets gebrouwen (=daar worden plannen gesmeed)
- Als het bier is in de man dan is de wijsheid in de kan (=van dronkaards verwacht men geen verstandige woorden)
- Een vaatje zuur bier (=een oude vrijster)
- jong bier moet gisten (=kinderen hebben recht op plezier)
- vechten tegen de bierkaai (=een gevecht aangaan dat al bij voorbaat verloren is)
- wijn na bier geeft plezier, bier na wijn geeft venijn (=Je kunt wel na bier een wijntje drinken, maar andersom smaakt niet)
- met zo'n knecht en vijf cent krijg je overal een pint bier (=De werknemer doet zijn werk niet goed)
- koud bier maakt warm bloed (=Alcohol maakt je agressiever)
- niets is zo duur als het eerste pilske (=Na het eerste glas pils volgen vele andere, die ook betaald moeten worden)
- Het is een boon in een brouwketel (=iets gerings, onbeduidends, iets dat tot een zaak niets afdoet)
- zij hebben voor de vesper een pintje gedronken (=Ze zijn voor het huwelijk met elkaar naar bed geweest, zodat het kind vroeg geboren wordt. Vanuit het geloof was het gebruikelijk om eerst te trouwen, vooraleer men het bed met elkaar deelde)
- Oude wijven, zuur bier (=Oudere vrouwen gaan minder aangename trekjes vertonen)
- Het bier is niet voor de ganzen gebrouwen (=Drink het bier op, voordat het verschraalt)
- Een huis vol dochters is een kelder vol zuur bier (=Wie veel dochters heeft, blijft er mee zitten)
- Dat is geen klein bier (=Dat is van groot belang)
- Er komt leven in de brouwerij (=Men wordt wakker, er is teken van leven)

## Regionale variatie
Hoewel in mindere mate dan in België en Duitsland bestaat er in Nederland regionale variatie in de beleving van bier. Bepaalde bierstijlen en merken zijn typisch voor een bepaalde streek. Zo wordt Grolsch geassocieerd met het oosten van het land. Ook de gebruiken rond het drinken van bier en de populariteit van het gerstenat verschillen per streek.
De provincie Limburg heeft een herkenbare identiteit door de invloeden uit Duitsland (Dortmunder) en België (Belgisch witbier). Meer dan andere provincies heeft Limburg hierdoor een eigen biercultuur, die meer dan die van de westelijke provincies traditioneel is (familiebrouwerijen, oude stijlen) en vooral aanleunt tegen de Belgische biercultuur. In grote lijnen geldt hetzelfde voor Noord-Brabant. Veel cafés in het zuiden hebben een grote bierkaart waar behalve lokale klassiekers veel Belgische bieren, maar in toenemende mate ook Amerikaanse bieren op staan.
Het westen (Zeeland, Zuid-Holland, Utrecht, Flevoland, Noord-Holland) vertoont over het algemeen de typische kenmerken van de Nederlandse biercultuur (vernieuwing, internationale oriëntatie, relatief weinig hang naar traditie). Brouwerijen zoals Jopen, Emelisse, De Molen bevinden zich in deze regio. De brouwerijdichtheid is hoog en het aantal brouwerijen neemt toe. Er zijn gespecialiseerde biercafés waar zowel Nederlandse bieren als Belgische, Duitse en Amerikaanse bieren verkrijgbaar zijn.
In de drie noordelijke provincies zijn er minder brouwerijen dan in de rest van het land. Friesland en Drenthe hadden in 2011 elk twee brouwerijen, Groningen een. Dit hangt mogelijk samen met de andere drinkcultuur in het noorden: kruidenbitters en jenever hebben hier meer dan in de rest van Nederland een grote rol, waardoor de vraag naar speciaalbier minder groot is. Toch verandert deze vraag en zijn er ook in het noorden gespecialiseerde biercafés bijgekomen. Met name in de studentenstad Groningen neemt het belang van speciaalbier gaandeweg toe.